# Кэрнс (Квинсленд)
Кэ́рнс (англ. Cairns) — город в северо-восточной части австралийского штата Квинсленд, центр одноимённого района местного самоуправления. Население района по оценкам на 2008 год составляло примерно 159 тыс. чел. Кэрнс — четырнадцатый австралийский город по количеству жителей. Ближайший крупный город — Таунсвилл (расположен в 300 км на юге).

## География

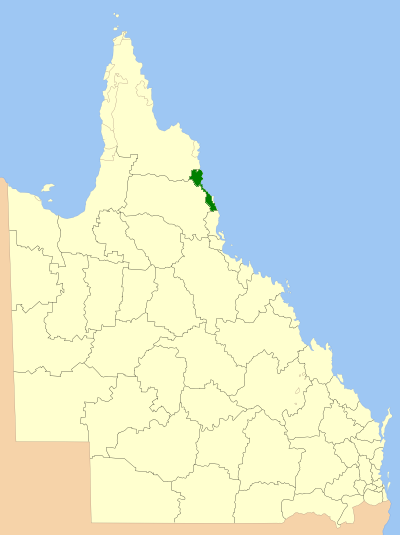
Расположение района в Квинсленде

Кэрнс расположен на восточном побережье полуострова Кейп-Йорк, в прибрежной полосе между Коралловым морем и плато Атертон, средняя высота которого составляет 700 м над уровнем моря. Между плато и районом Кэрнс расположена горная гряда, высота отдельных пиков которой достигает 1 500 м, так например высота горы Бартл-Фрир равна 1 622 м. Эта гряда играет важную роль в распределении климатических зон данного региона. С западной стороны, район Тэ́йбллендс (на плато Атертон) — субтропический климат, с восточной стороны, Кэрнс — тропический климат.
Протяженность города с юга на север составляет 35 км. Кэрнс пересекают две реки — Беррон (англ. Barron River) и Ма́лгрейв (англ. Mulgrave River). Они, как и все остальные реки района, короткие и порожистые, берут начало на плато Атертон. Эстуарий реки Малгрейв, в настоящее время изменившей своё русло, оказался очень удобным для строительства большого порта, что во многом предопределило успешное развитие города.
На расстоянии 40 км от Кэрнса в Коралловом море начинается Большой барьерный риф.

## История
До прихода европейцев в районе Маккай традиционно проживали австралийские аборигены племен вейлубарра йидинджи (англ. Walubarra Yidinji).
В 1770 году Джеймс Кук, во время своего первого кругосветного плавания, описал побережье Кэрнса и присвоил название его заливу — «Тринити» (англ. Trinity Bay). В течение следующих 100 лет новые морские экспедиции более подробно изучили этот район и нашли удобное место для будущего порта.
Кэрнс был основан в 1876 году и назван в честь Уильяма Кэрнса (англ. William Cairns), являвшегося в то время губернатором штата Квинсленд. Необходимость создания нового прибрежного поселения была связана с открытием на плато Атертон крупных месторождений золота в районах рек Палмер (англ. Palmer River) и Ходкинсон (англ. Hodgkinson River) и олова на реке Херберт (англ. Herbert River). Требовалось построить дороги от месторождений до побережья и порт, для экспорта полезных ископаемых.
Первоначально Кэрнс конкурировал с Порт-Дугласом (англ. Port Douglas), аналогичным поселением, расположенным 60-ю км севернее. Положение Кэрнса упрочилось после реализации целого ряда удачных сельскохозяйственных проектов. Долины соседних рек, южнее и западнее Кэрнса, стали активно использоваться для сельского хозяйства и животноводства. Население района постепенно увеличивалось и к 1885 году район получает право на самоуправление.
Важным событием, стимулировавшим развитие района стало строительство в 1886 году железнодорожной линии на плато Атертон до города Хербертон. Этот проект принес много новых рабочих мест и стимулировал освоение новых территорий. На низменностях стали выращивать сахарный тростник, кукурузу, рис, бананы, ананасы. На плоскогорье развивалось молочное животноводство и пастбищное хозяйство, выращивались фрукты, включая авокадо, землянику, цитрусовые и манго.
Кэрнс постепенно разрастается и становится региональным центром. Мангровые болота и песчаные гряды засыпаются породой из карьеров, отходами от строительства железной дороги и опилками с лесопилок, расширяется порт. В 1903 году население Кэрнса увеличивается до 3 500 жителей и ему официально присваивается статус города.
Во время Второй мировой войны Кэрнс использовался союзными силами в качестве промежуточного пункта перемещения войск в районы боевых действий на Тихом океане и Новой Гвинеи. После Второй мировой войны в Кэрнсе стали больше внимания уделять развитию туристического бизнеса. В 1984 году был открыт международный Аэропорт Кэрнс. В 1997 году Конвеншн-Центр (англ. Convention Centre) — многофункциональный комплекс, объединяющий концертный зал и крытую спортивную арену. Дальнейшее развитие туристической инфраструктуры помогло создать городу имидж международного туристического центра.
В настоящее время именно индустрия туризма приносит самый большой доход в бюджет района Кэрнс. На втором месте идёт «сахарная» индустрия. Все свободные земли вокруг города используются для выращивания сахарного тростника, также в районе расположены несколько заводов, перерабатывающих тростник.

## Население
| Год  | Численность | Численность |
| ---- | ----------- | ----------- |
| 2008 | 158 653     |             |
| 2014 | 146 778     |             |
| 2021 | 153 181     | [ 9 ]       |

## Туризм

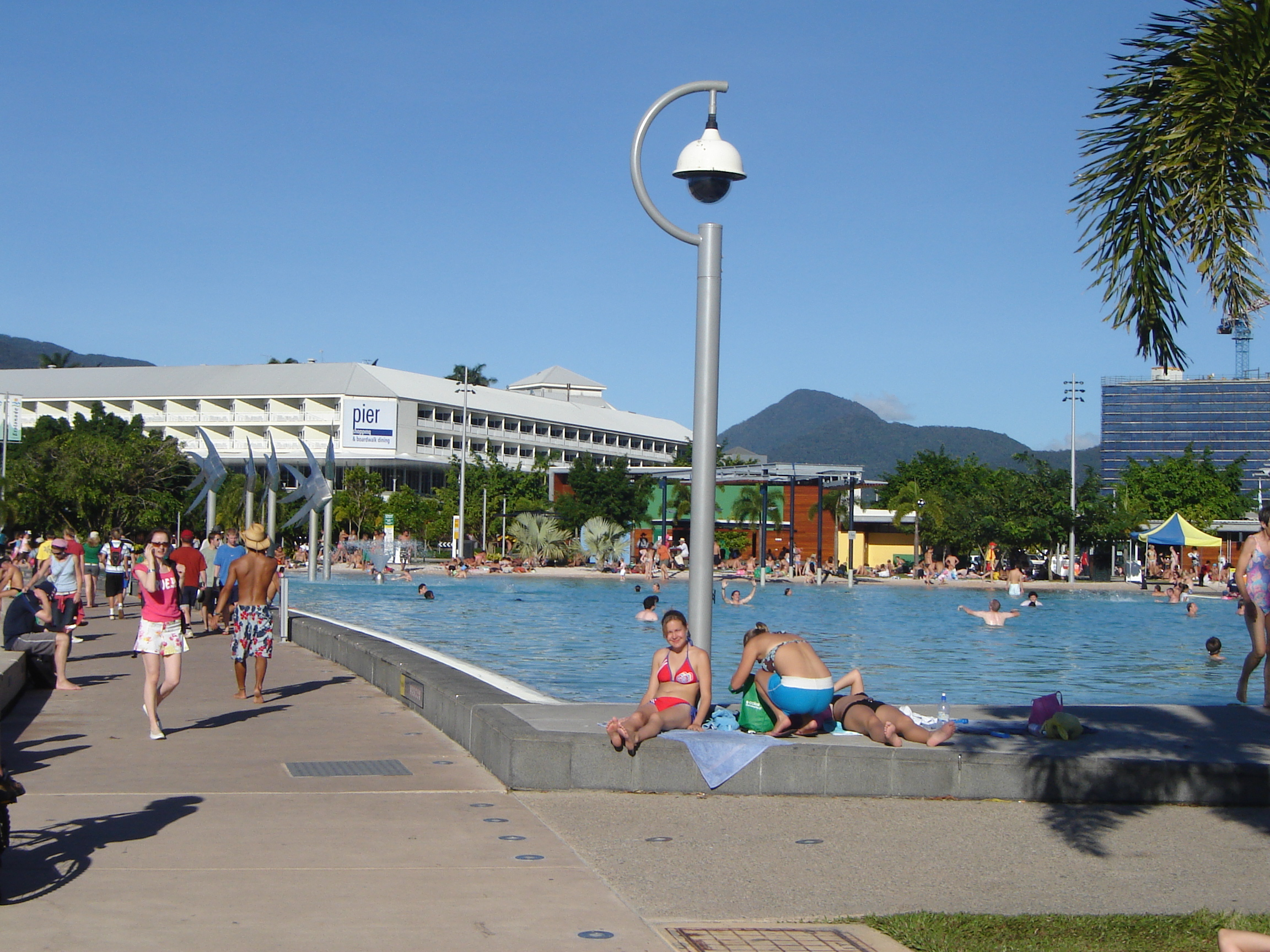
Искусственная лагуна, Кэрнс

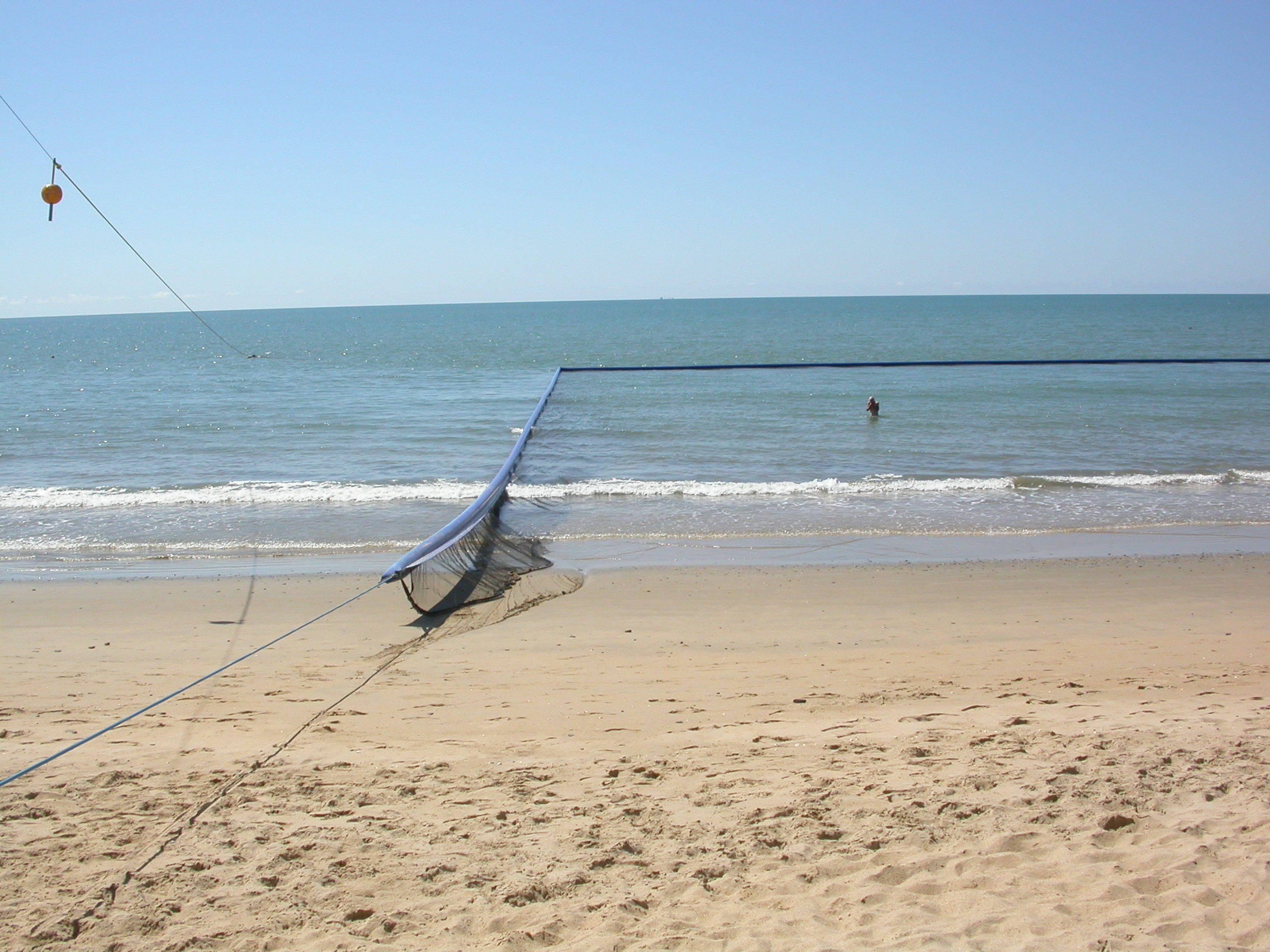
Защитная сетка, Эллис-Бич, Кэрнс

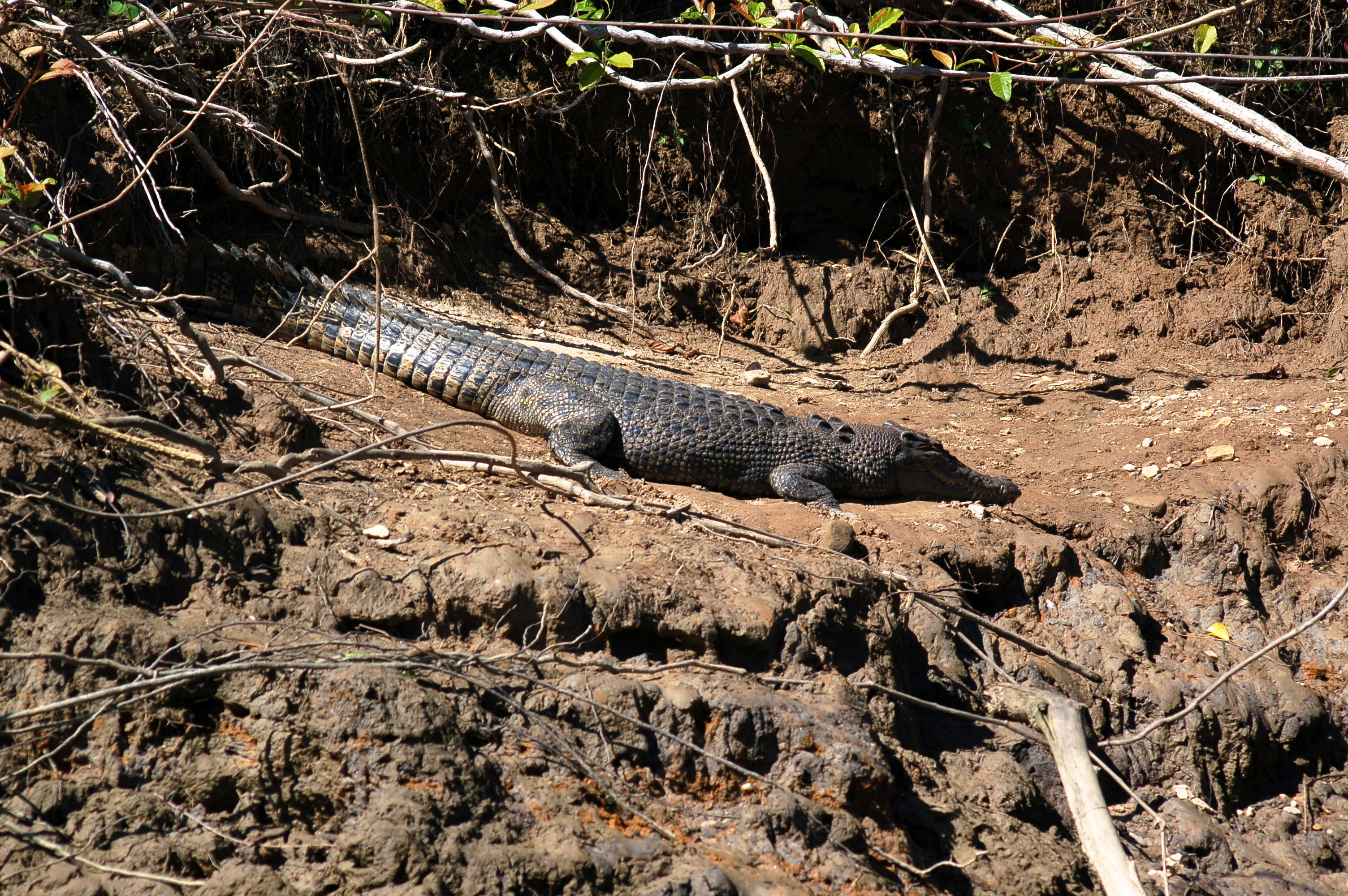
Крокодил, Даинтри-Рейнфорест

Индустрия туризма играет важную роль в экономике района. По посещаемости иностранными туристами Кэрнс является четвёртым австралийским регионом, после Сиднея, Мельбурна и Брисбена. Для иностранных туристов в этом районе наибольший интерес представляют Большой барьерный риф, Влажные тропики Квинсленда и плато Атертон, а также тропический климат и песчаные пляжи Кораллового моря.
Туристическая инфраструктура города включает большое количество гостиниц, домов отдыха, пляжей, кафе и ресторанов. В центральной части города вдоль побережья моря тянется эспланада. Именно в этом месте самого моря не видно. Вместо него можно видеть только топкое болото с редкой растительностью и разгуливающих по нему пеликанов и цапель.
Вокруг Кэрнса построено множество специальных парков развлечений и аттракционов, предлагаются различные экскурсии и развлекательные туры. Например существуют «вино-туры», включающие посещение виноделен и дегустации различных вин, а для любителей «острых ощущений» предлагается экскурсия на крокодиловую ферму (англ. Hartley's Crocodile Adventures). Можно посетить Паронелла-Парк (англ. Paronella Park) — замок, в испанском стиле, построенный в центре тропического леса. В городе есть свой зоопарк — Тропический зоопарк Кэрнс (англ. Cairns Tropical Zoo) и ботанический сад (англ. Flecker Botanical Gardens).
В ноябре 2012 года Кэрнс был «столицей» полного солнечного затмения, посмотреть на которое приехало множество туристов.

### Опасная фауна
Фауна района Кэрнс богата и разнообразна. Многие её представители опасны для человека. В лесу можно встретить ядовитых змей, пауков, малярийных комаров и крокодилов. В прибрежных водах обитают гребнистые крокодилы, акулы и ядовитые морские змеи. Также у берегов северо-восточного Квинсленда в период с ноября по май резко возрастает вероятность встретиться с ядовитыми медузами. Об этом предупреждают специальные знаки, расположенные вдоль побережья, купаться рекомендуется только на огороженных сетками пляжах. Здесь обитают различные виды ядовитых медуз, включая «морскую осу», смерть от ожога которой наступает в течение трёх минут, корнеро́тов, медузу ируканджи, португальский кораблик.

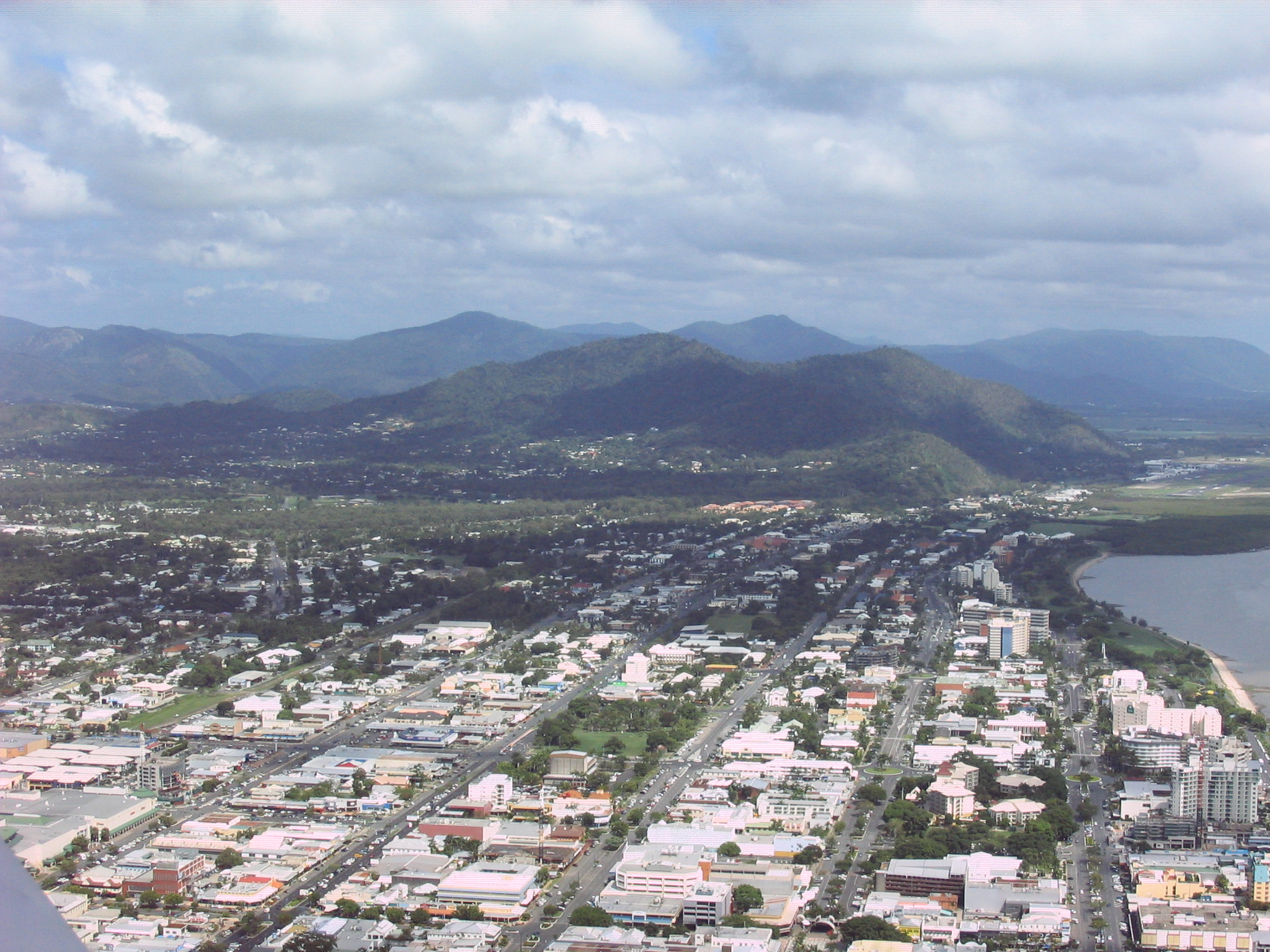
Кэрнс, центр города

### Достопримечательности
- Искусственная лагуна (англ. Swimming Lagoon) — построена недалеко от центрального делового района Кэрнса. Здесь можно загорать и безопасно плавать в большом искусственном бассейне, глубина которого колеблется от 0,8 до 1,6 м.
- Пляжи расположены на север от центра города. Всего их около десяти. Начинаются они в черте города, как например Хэллоувейз-Бич (англ. Holloways Beach) или Тринити-Бич (англ. Trinity Beach), и заканчиваются самым северным и «диким» пляжем Эллис-Бич (англ. Ellis Beach). У пляжей широкая песчаная прибрежная полоса, места для плавания огорожены сеткой, присутствует спасательная служба. Обычно пляжи открыты с 9 до 18 часов[11].
- Большой Барьерный риф — гряда коралловых рифов и островов в Коралловом море, самое привлекательное место в мире для любителей дайвинга. Расположен менее чем в часе пути от города. Для туристов доступны морские и воздушные экскурсии и специальные дайвинг-туры.
- Даинтри-Рейнфорест (англ. Daintree Rainforest) — тропический лес, расположенный рядом с городом Кэрнс, является частью влажных тропиков Квинсленда. В лесу был создан Национальный парк (англ. Daintree National Park), охраняющийся как объект Всемирного наследия ЮНЕСКО.
- Плато Атертон — плато, начинающееся в 50-ти км западнее Кэрнса. Знаменито красивыми ландшафтами, озёрами, кратерами потухших вулканов, неповторимой флорой и фауной.
- Куранда — маленький городок в 30-ти км на север от Кэрнса. Во время специальной экскурсии «Куранда-Тур» туристов ждёт поездка на старинном поезде по старинной горной дороге («Куранда-Сценик»), ведущей через туннели и ущелья, мимо водопадов и дождевых лесов. В Куранде можно пройтись по сувенирным магазинам, ресторанам или посетить оранжерею тропических бабочек. После этого туристам предлагают спуститься к морю по 7-ми км канатной дороге, проложенной над непроходимыми тропическими лесами. Внизу можно посетить деревню аборигенов Тджапукаи (англ. Tjapukai), где не только можно посмотреть на песни и танцы коренных австралийцев, или как они добывают трением огонь, но и самому поучиться метать копья и бумеранги. Из Кэрнса до Куранды можно добраться и самостоятельно по автомобильной дороге на машине или автобусе.

## Инфраструктура

### Вода
Из-за отсутствия на всей территории Квинсленда крупных водохранилищ в различных районах штата бывают периоды, когда ощущается нехватка пресной воды. Несколько коротких, но полноводных рек и 2200 мм осадков в год позволяли Кэрнсу до недавнего времени избегать данных проблем. С ростом населения района увеличивался и расход воды. Возникла необходимость создания искусственного водохранилища.
В 1976 году на небольшой горной речке Фре́швотер-Крик (англ. Freshwater Creek) была построена плотина «Ку́пперлоуд» (англ. Copperlode Dam). Образовавшееся озеро назвали «Моррис» (англ. Lake Morris), оно расположено в 12-ти км на запад от центрального делового района Кэрнса и содержит 37,1 млн м³ воды.

### Энергетика
В 1963 году на реке Баррон была построена гидроэлектростанция «Беррон-Годж» (англ. Barron Gorge). Электростанция расположена в 20-ти км от города, оснащена двумя турбинами, электрическая мощность — 60 МВт.

### Транспорт

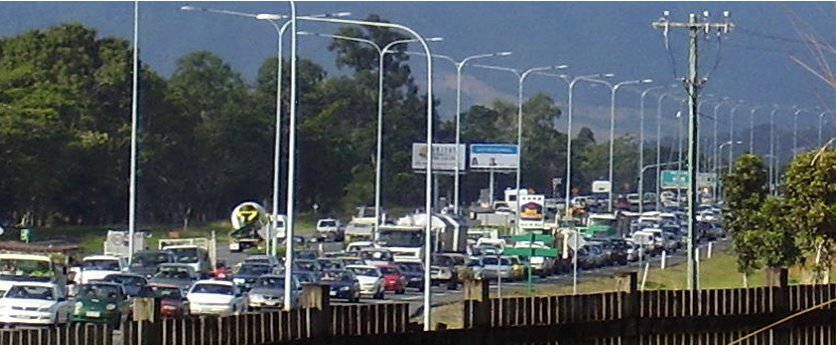
Автомагистраль Брюс, южный пригород Кэрнса

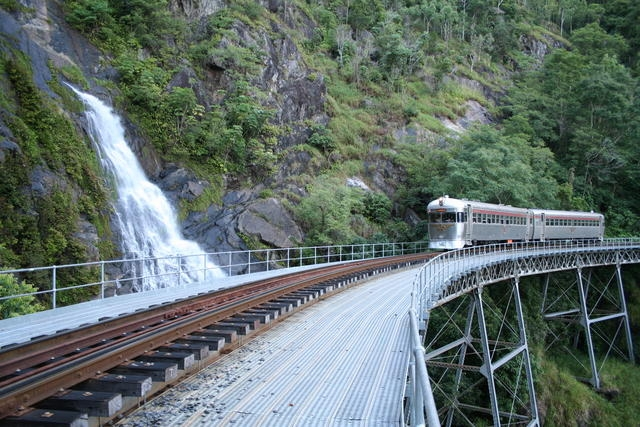
Железная дорога Куранда-Сценик

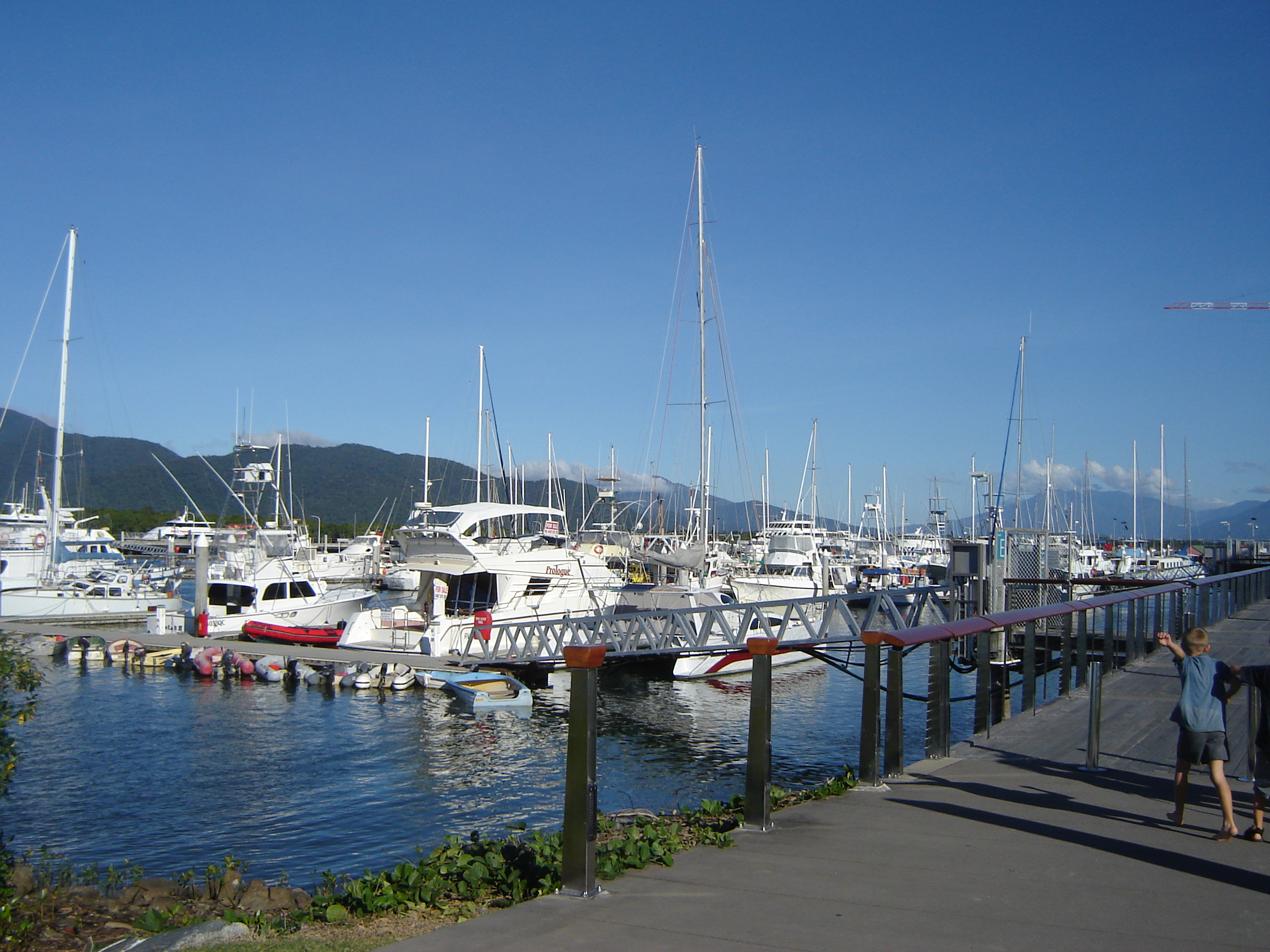
Причалы катеров и яхт

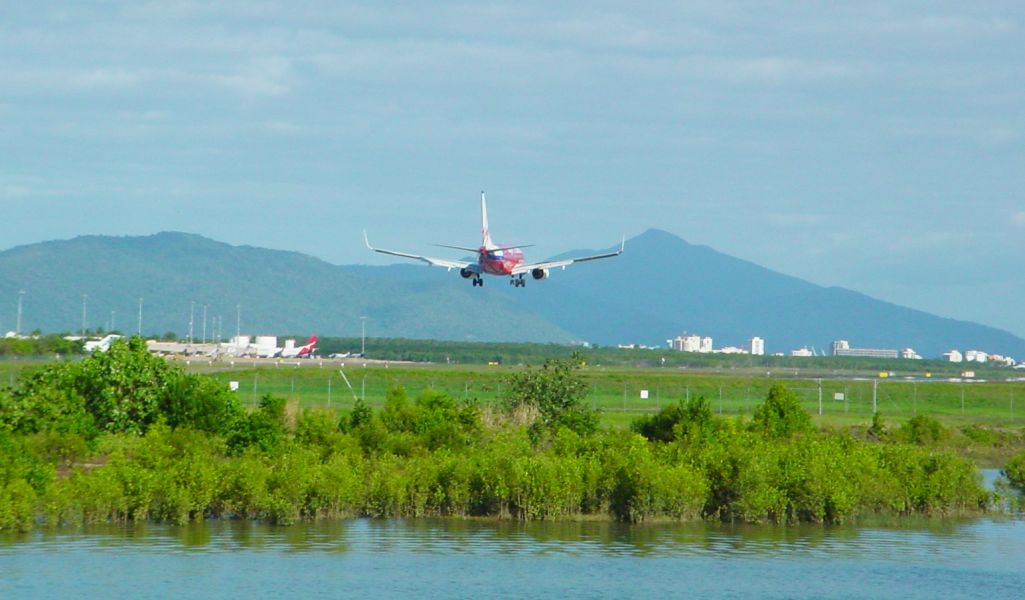
Аэропорт Кэрнс

Кэрнс является важным транспортным узлом северной части Квинсленда. Через него проходят основные автомагистрали, железная дорога, рядом с городом расположены международный аэропорт и морской порт.

#### Автотранспорт
Для жителей Кэрнса автотранспорт является основным видом транспорта. Автомагистраль «Брюс» (англ. Bruce Highway) начинается в Брисбене, на протяжении 1700 км идёт вдоль побережья штата Квинсленд и заканчивается в Кэрнсе. Далее на северо-восток до Мосмена идёт шоссе Капитана Кука. В настоящее время из-за увеличения количества жителей района многие автомагистрали перегружены, например автомагистраль Брюс в районе южных пригородов. Региональный совет Кэрнса прорабатывает варианты модернизации путепроводов.
В западном направлении, на плато Атертон, ведут автомагистраль «Кеннеди» (англ. Kennedy) и шоссе «Гордонвэйл» (англ. Gordonvale). Двигаясь по ним, можно попасть в расположенные в центральной и северной частях полуострова Кейп-Йорк населённые пункты и в города соседнего штата Северная Территория.
В Кэрнсе можно воспользоваться услугами междугороднего автобусного сообщения. Есть автобусные рейсы до Брисбена и региональных центров на юге. Также есть рейсы на запад до Маунт-Айза через Таунсвилл и далее до Алис-Спрингс и Дарвина (штат Северная Территория).
Общественный транспорт города включает автобусное сообщение между всеми основными районами города, прибрежной зоной и соседними городами, круглосуточно можно пользоваться услугами такси.

#### Железная дорога
В Кэрнсе заканчивается железнодорожная линия «Норт-Кост» (англ. North Coast railway line), которая начинается в Брисбене и идет вдоль побережья Квинсленда на север. Весь путь, по времени, занимает 32 часа. От Брисбена до Таунсвилла поезд едет с максимальной скоростью 160 км/час. Последнюю часть пути, между Таунсвиллом и Кэрнсом, поезд едет на дизельной тяге 7 часов с максимальной скоростью меньше 80 км/час, хотя на машине здесь ехать всего 4 часа.
Из Кэрнса до городка Куранда (англ. Kuranda) ведёт железная дорога для туристов — Куранда-Сценик (англ. Kuranda Scenic Railway). Пути проложены по соседним горам и позволяют любоваться видами города, тропическими лесами, горными водопадами.

#### Порт
Морской порт Кэрнса расположен в небольшой бухте Тринити-И́нлет (англ. Trinity Inlet) в заливе Тринити-Бэй — самом большом заливе Кораллового моря. Порт Кэрнса объединяет морской грузовой порт и причалы для частных катеров и яхт (англ. Cairns Marina). Порт является важнейшей составляющей туристического бизнеса города. Из порта ежедневно отправляются морские экскурсии к Большому барьерному рифу на прогулочных кораблях, вмещающих до 300 пассажиров и на маленьких частных катерах. В порт заходят и большие круизные суда, совершающие плавания по южной части Тихого океана. C Порт-Дугласом и другими соседними прибрежными районами и крупными островами налажено регулярное паромное сообщение.
Ежегодно через грузовой порт Кэрнса проходит 1,13 млн т различных грузов. Почти 90 % из них сыпучие или жидкие, в том числе нефть, сахар, меласса, удобрения, сжиженный нефтяной газ. В порту также расположено большое количество рыболовных траулеров.
В Кэрнсе расположена база военно-морского флота Австралии. На базе 900 военнослужащих и 14 военных кораблей, включая четыре патрульных катера типа «Армидейл», четыре из шести десантных корабля типа «Баликпапан» и все шесть кораблей военной гидрографической службы (англ. Royal Australian Navy Hydrographic Service).

#### Аэропорт
Международный аэропорт Кэрнс имеет важное значение для местного туристического бизнеса. Расположенный на северной окраине города, он является шестым аэропортом страны по пассажиропотоку. Самые загруженные внутренние рейсы (в порядке убывания) — Брисбен, Сидней, Мельбурн. Самые загруженные международные рейсы — Международный аэропорт Нарита, Международный аэропорт Тюбу. Аэропорт также является базой для службы «Летающий Доктор» (англ. Flying Doctor Service) и здесь базируются вертолеты службы спасения.

## Климат

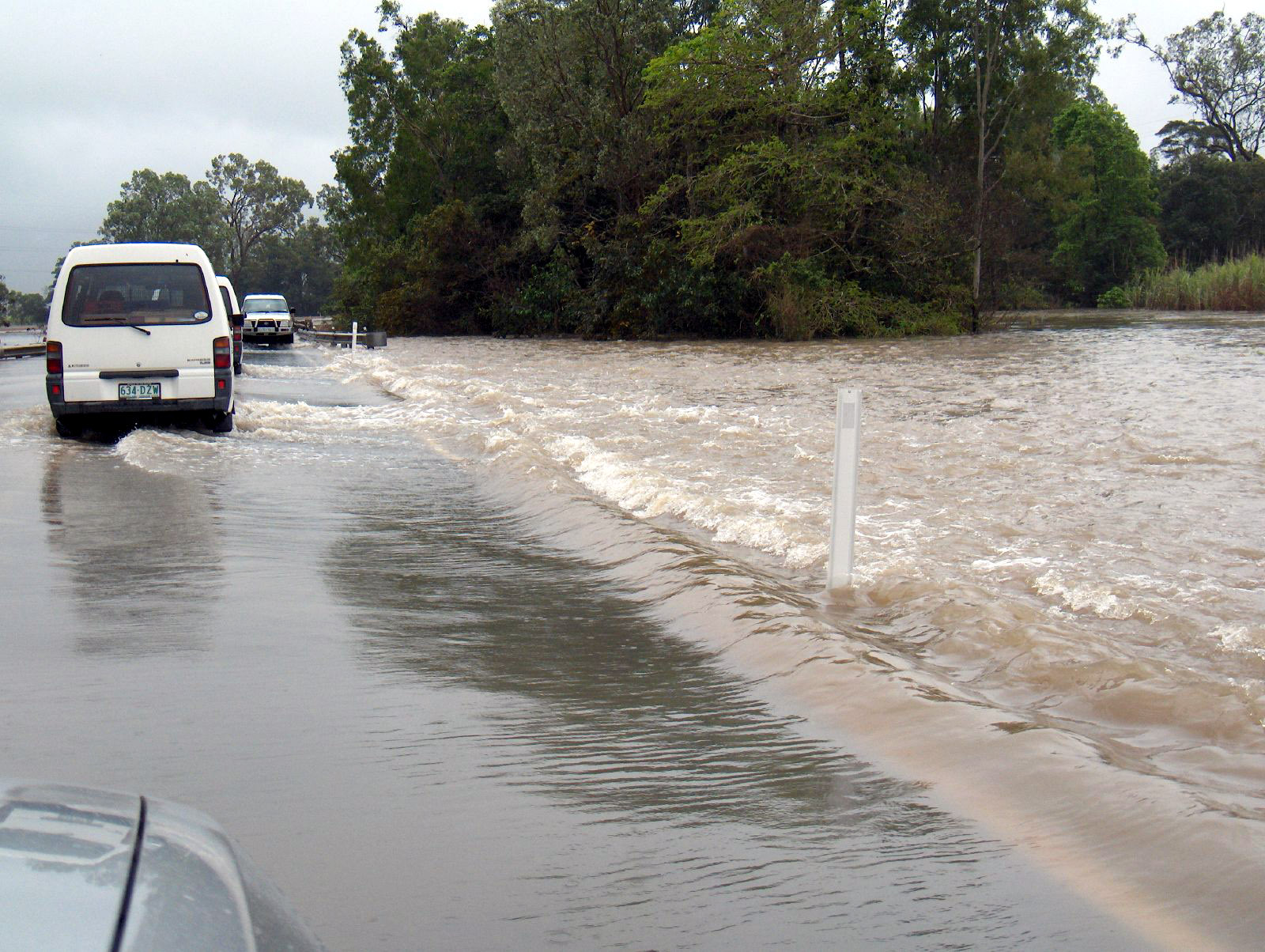
Сезон дождей, Кэрнс

Кэрнс, по классификации Кёппена, расположен в зоне жаркого тропического климата. Сезон дождей c тропическими муссонами длится с декабря по апрель, а относительно сухой сезон с мая по ноябрь, хотя и в эти месяцы выпадает достаточно много осадков. В среднем, за год, в Кэрнсе выпадает около 2200 мм осадков.
Тропические ливни часто становятся причиной наводнений двух рек Кэрнса — Беррон и Малгрейв. Разливаясь реки могут перекрывать железную дорогу и автомагистраль, ведущие к городу и тем самым отрезать Кэрнс от внешнего мира.
Кэрнс, как и большинство других районов северного Квинсленда, расположен на пути движения тропических циклонов, которые обычно формируются в период с ноября по май. Одним из последних сильных тропических циклонов был циклон «Ларри» (англ. Cyclone Larry). Самый сильный удар стихии пришёлся на южные районы Кэрнса в 7 часов утра 20 марта 2006 года. Порывы ветра достигали скорости 300 км/ч. Урагану была присвоена пятая, высшая категория. В Кэрнсе и его пригородах пострадало каждое четвёртое строение.
| Показатель                                                              | Янв.  | Фев.  | Март  | Апр.  | Май   | Июнь | Июль | Авг. | Сен. | Окт. | Нояб. | Дек.  | Год    |
| ----------------------------------------------------------------------- | ----- | ----- | ----- | ----- | ----- | ---- | ---- | ---- | ---- | ---- | ----- | ----- | ------ |
| Средний суточный максимум, °C                                           | 31,8  | 31,3  | 30,5  | 29,2  | 27,4  | 25,9 | 25,5 | 26,3 | 28,0 | 29,7 | 30,7  | 31,8  | 29,0   |
| Средний суточный минимум, °C                                            | 23,4  | 23,3  | 22,6  | 21,1  | 18,9  | 17,3 | 16,3 | 16,3 | 17,8 | 19,7 | 21,3  | 22,7  | 20,1   |
| Норма осадков, мм                                                       | 419,3 | 422,4 | 459,6 | 263,8 | 110,9 | 72,5 | 39,1 | 41,7 | 43,5 | 50,1 | 97,9  | 202,6 | 2222,9 |
| Источник: http://www.bom.gov.au/climate/averages/tables/cw_031010.shtml |       |       |       |       |       |      |      |      |      |      |       |       |        |

## Галерея

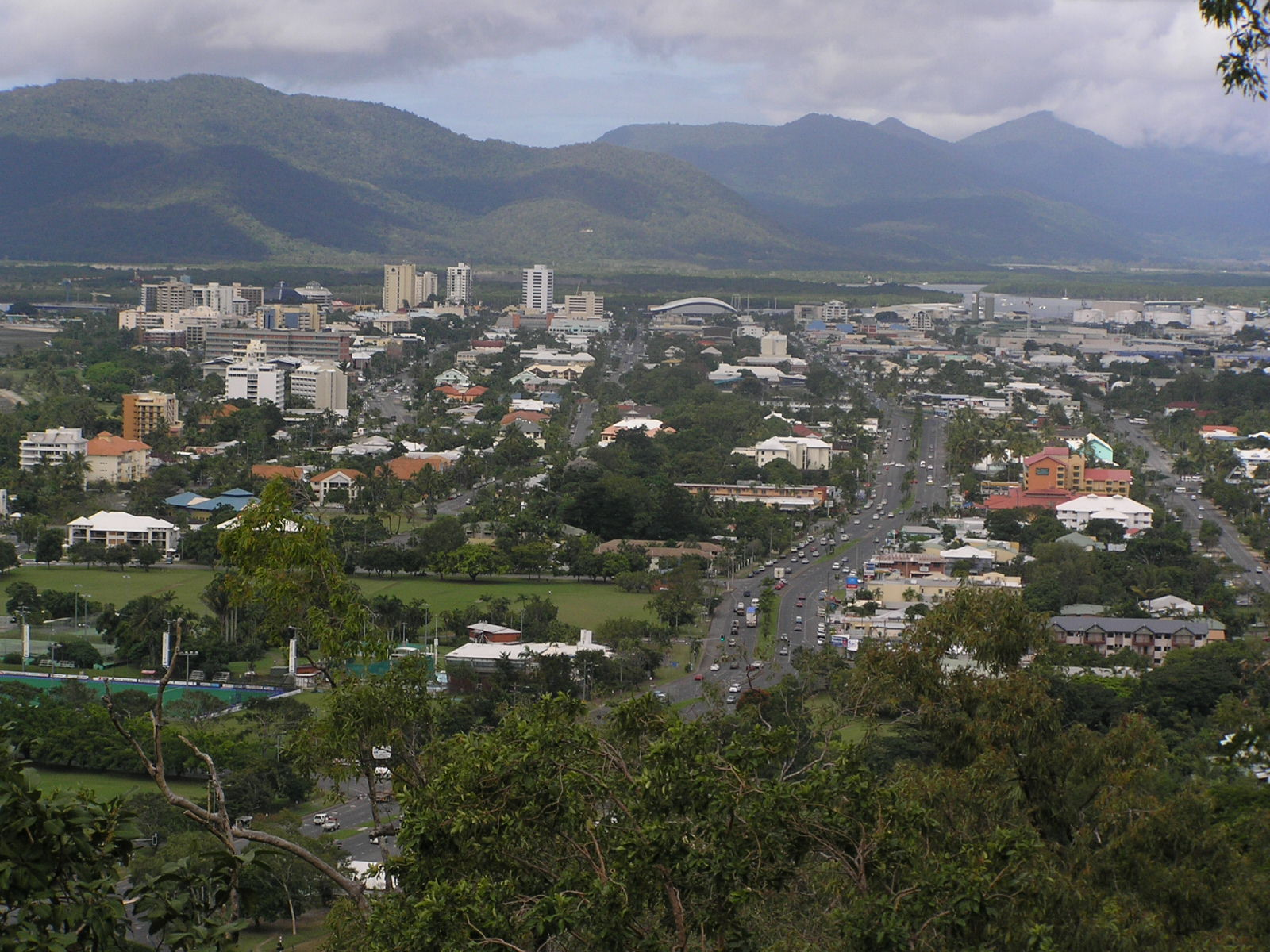
Кэрнс, вид с горы Уайтфилд
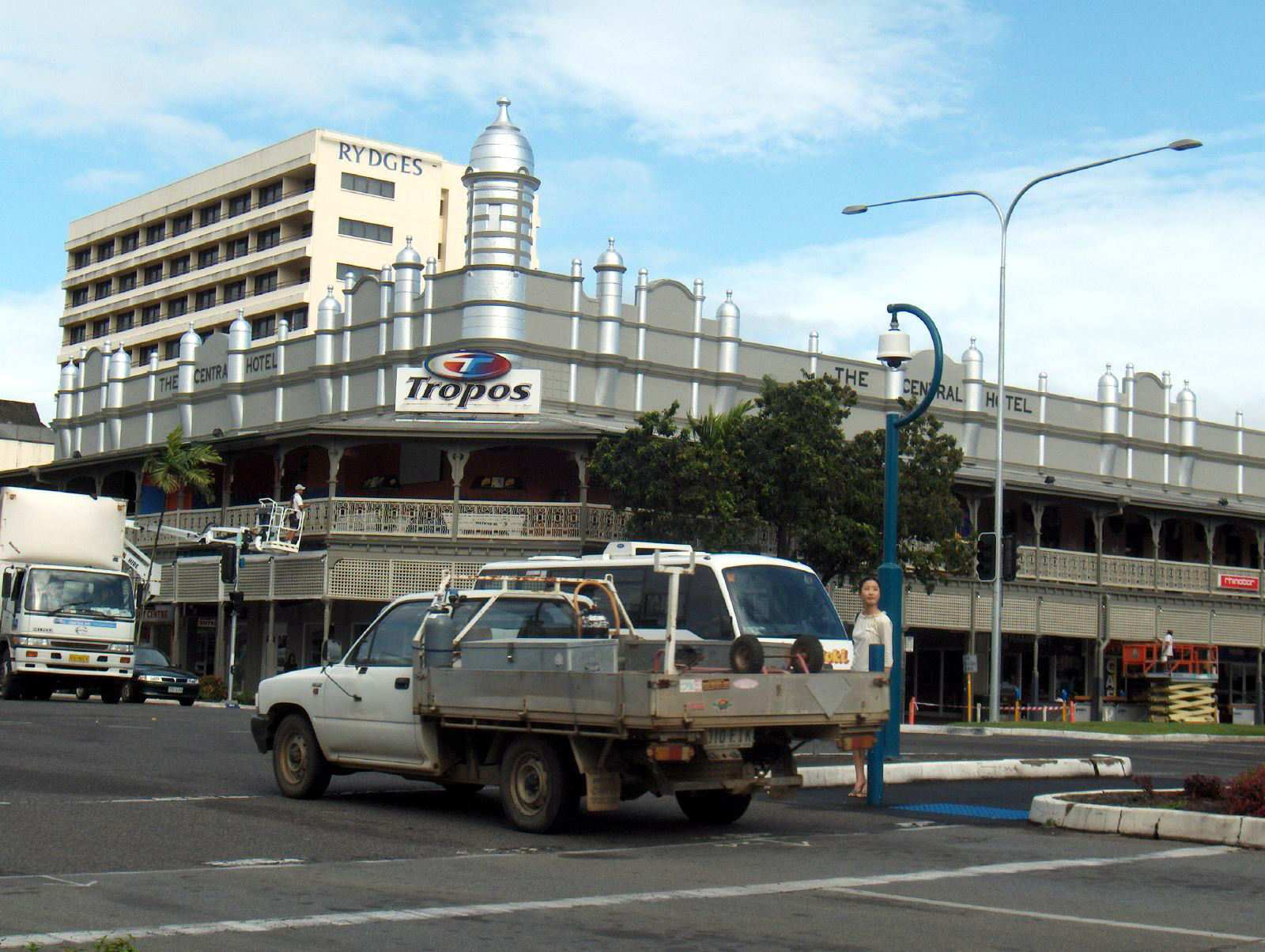
«Центральный отель», Кэрнс
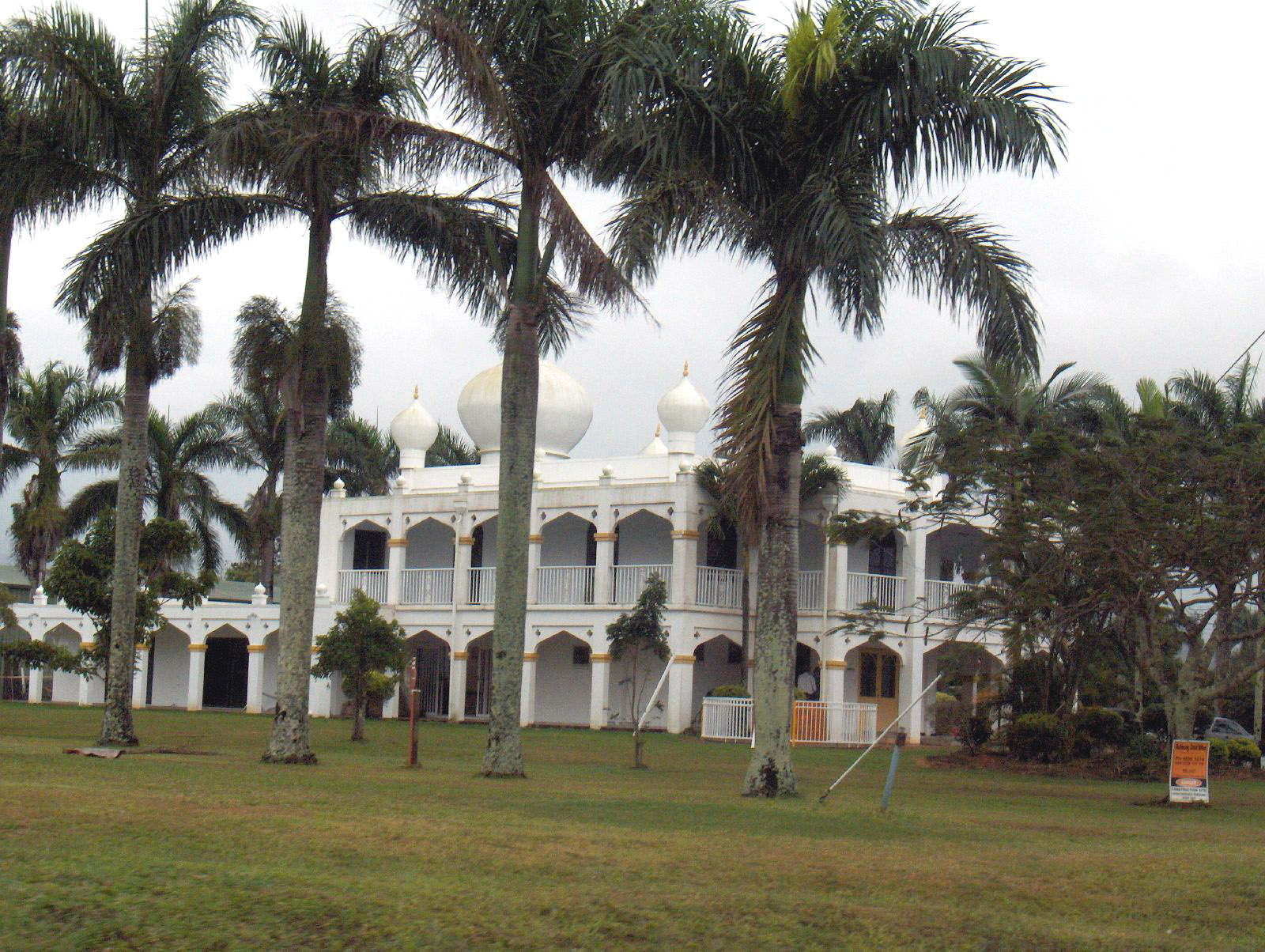
Храм сикхов, Кэрнс
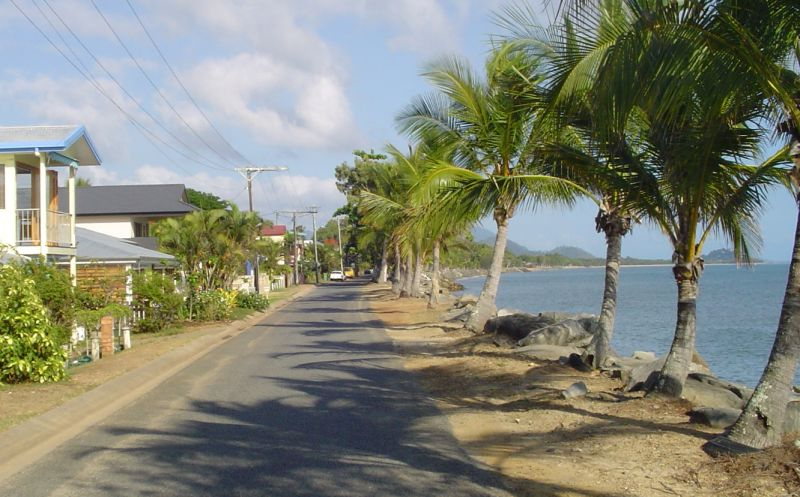
Прибрежный район Кэрнса
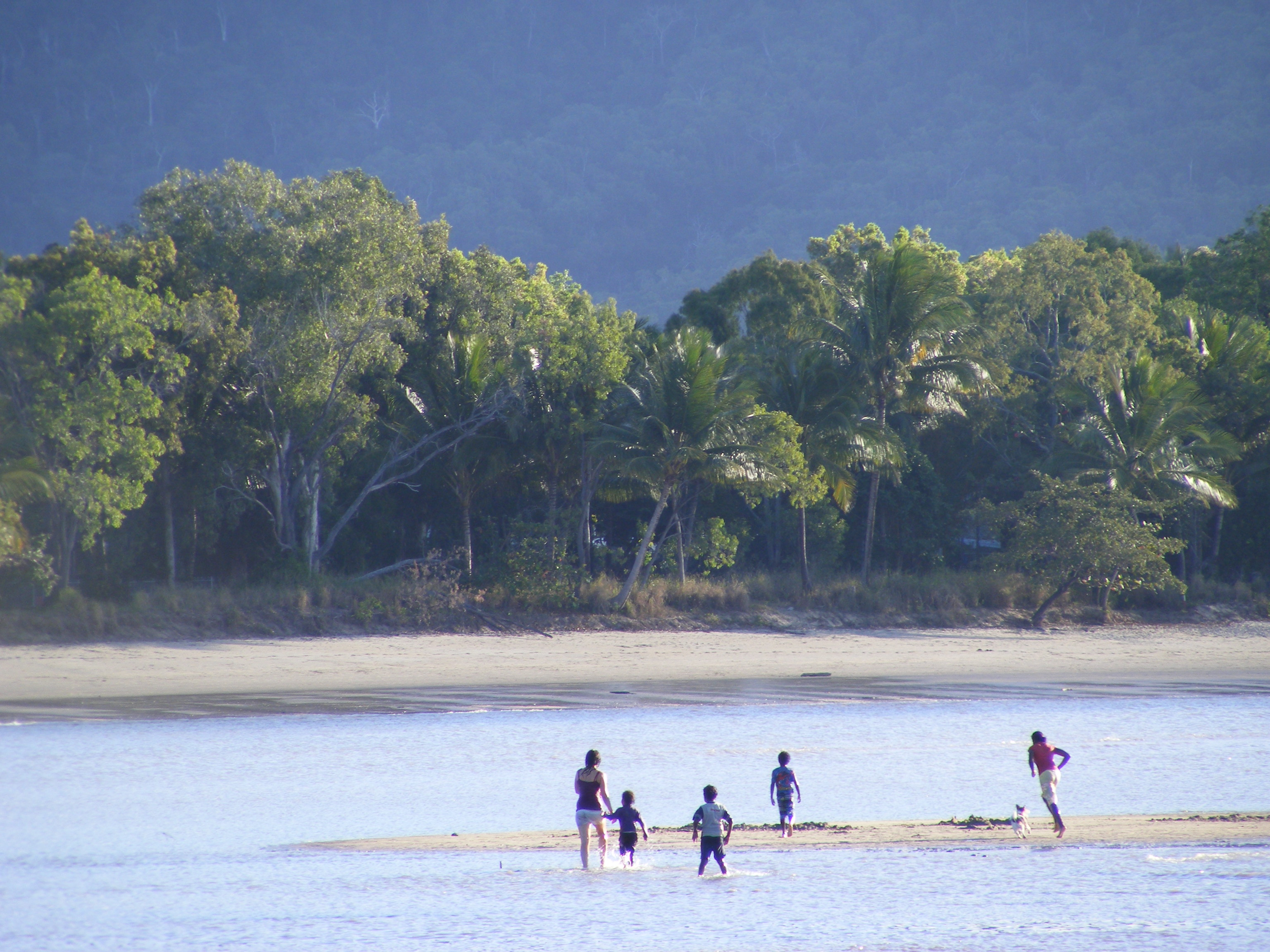
Пляж, Кэрнс
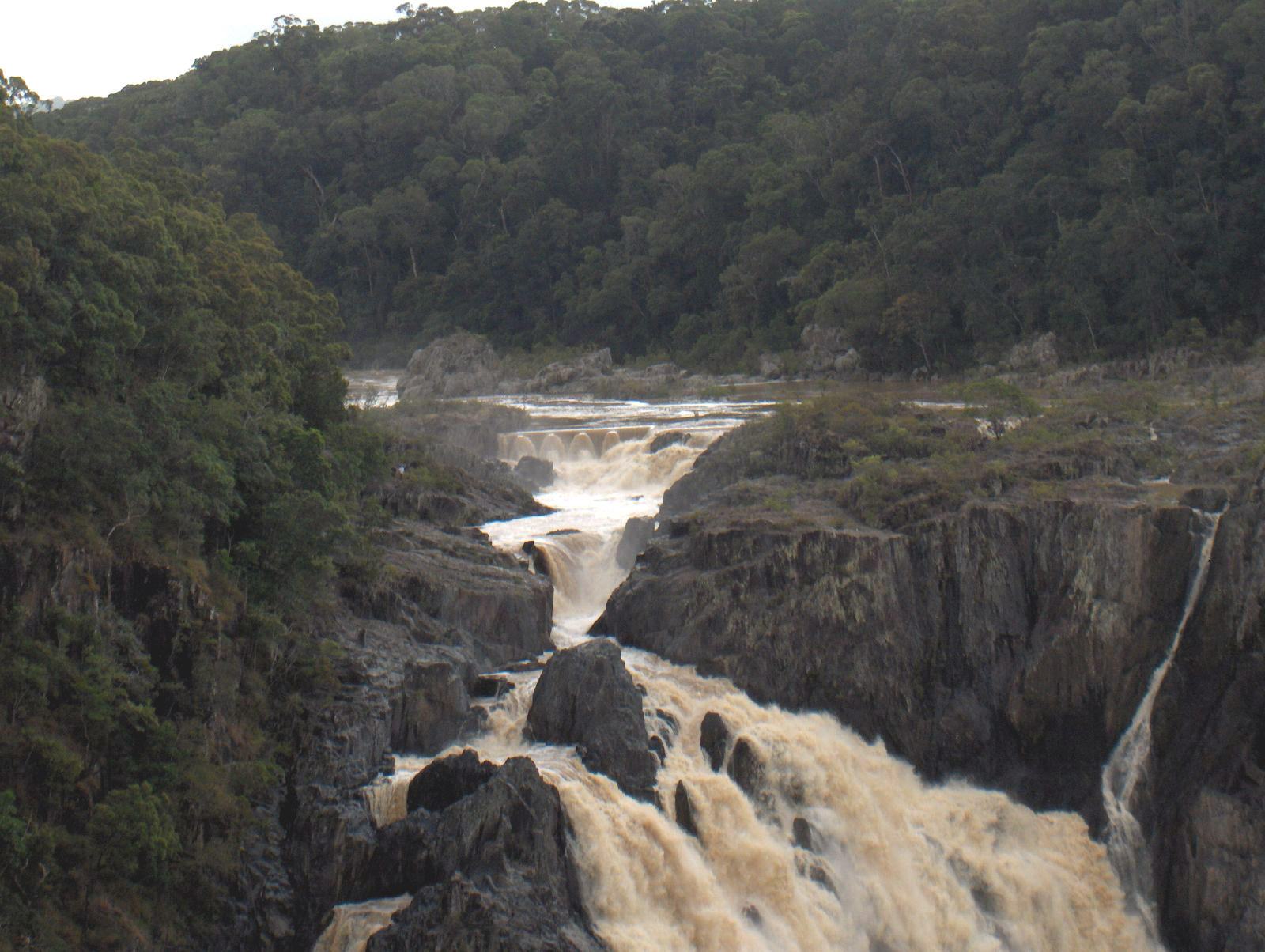
Водопад «Беррон», Куранда, Кэрнс
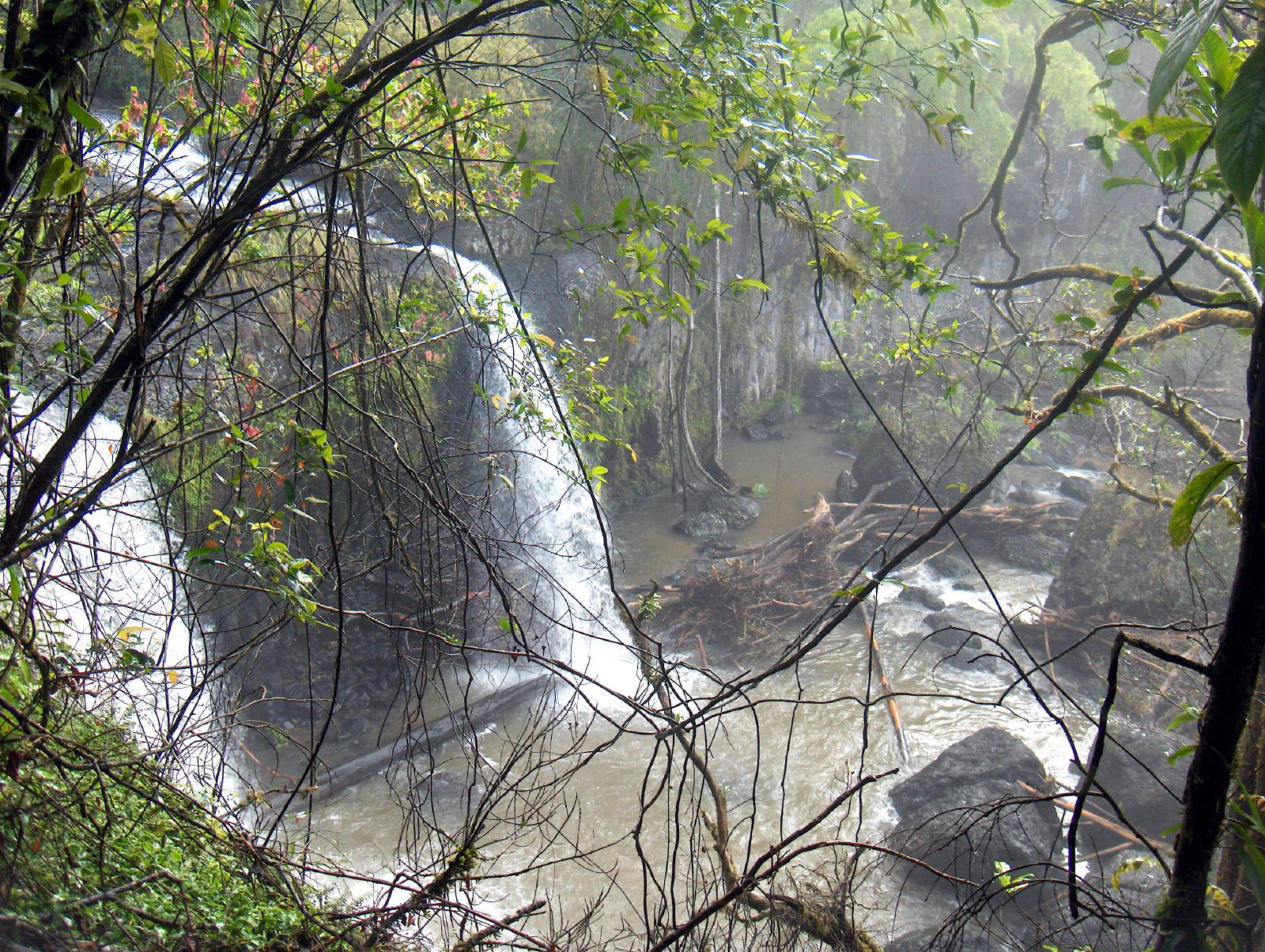
Тропический лес, плато Атертон
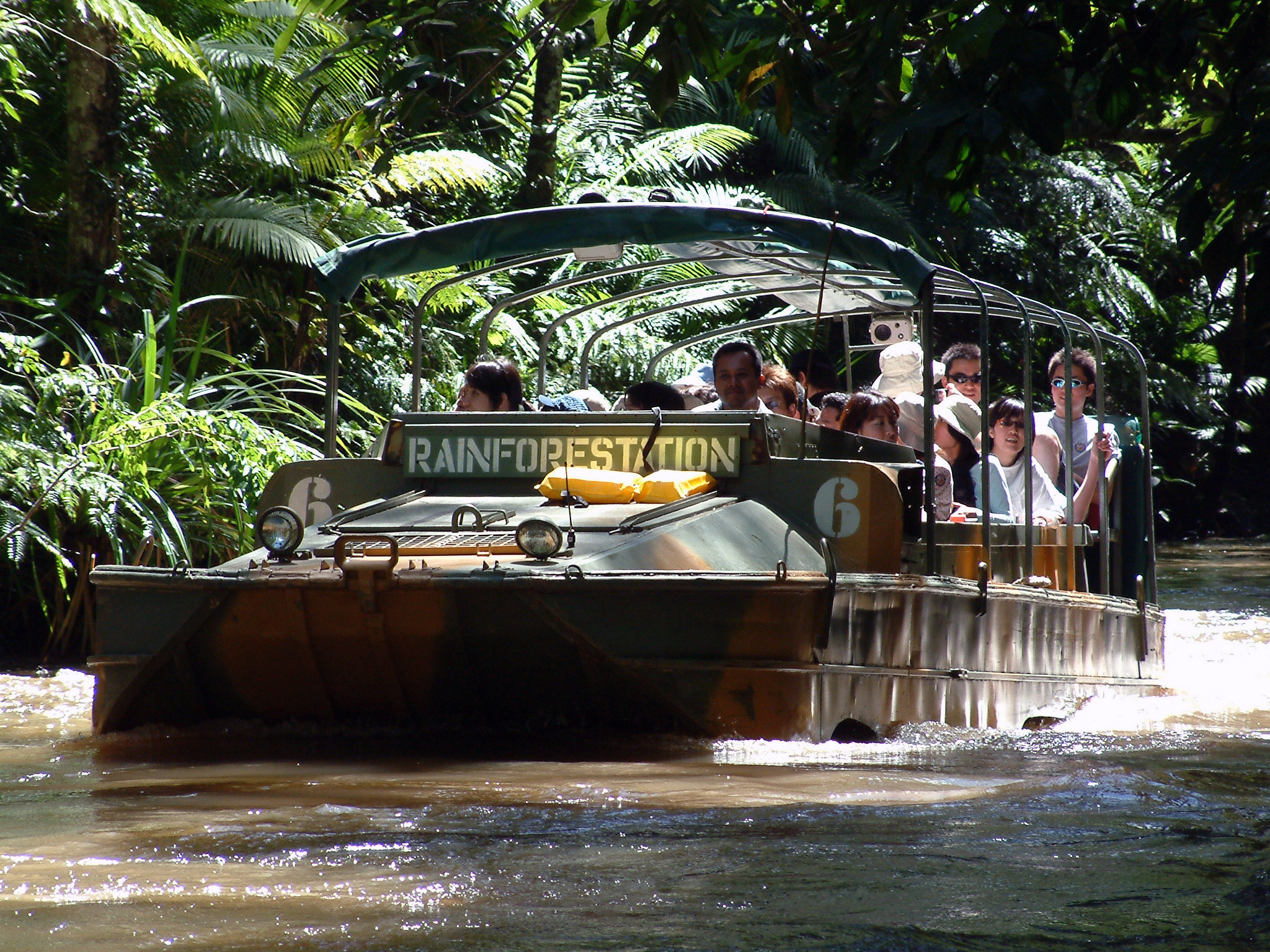
Влажные тропические леса, Кэрнс
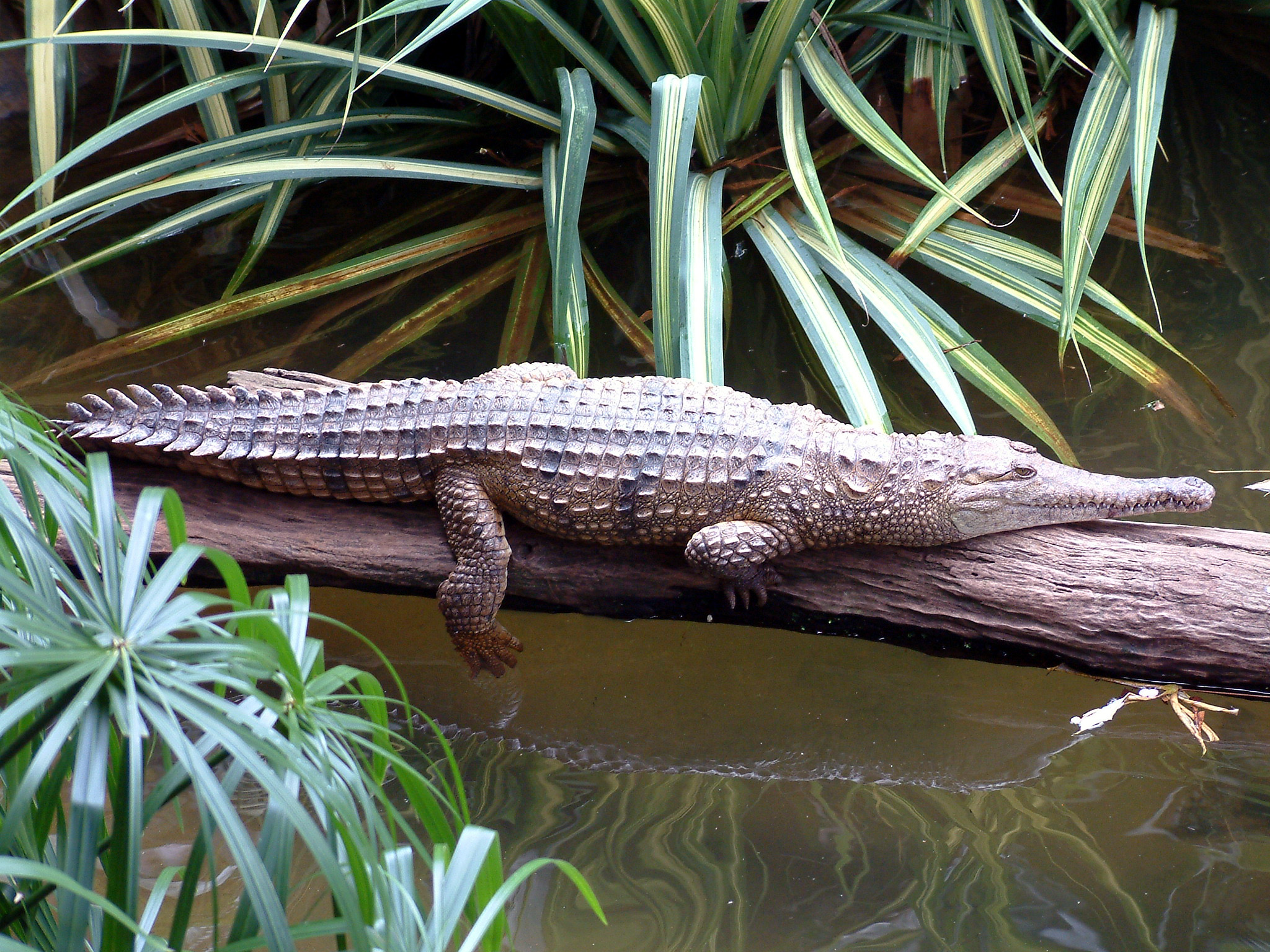
Влажные тропические леса, Кэрнс